# Enoch Peserico
Enoch Peserico (Cervarese Santa Croce, 16 luglio 1897 – Padova, 1978) è stato un fisiologo, cardiologo e politico italiano.

## Biografia
Enoch Peserico nacque il 16 luglio 1897 a Cervarese Santa Croce dal medico e scrittore Luigi Peserico Dalle Ore e da Maria Bassani. Cardiologo e fisiologo, si sposò con Anna Toffanin, sorella di Giuseppe Toffanin e di Paolo Toffanin. Rimasto vedovo, si risposò con Beatrice Stecchini Negri de Salvi. Ebbe quattro figli Margherita, Mariolina, Luigi e Andrea.
Nel 1915 si arruolò volontario come aspirante medico tra i combattenti della prima guerra mondiale. Nel 1919 si laureò in Medicina ed entrò nell'Istituto di Fisiologia di Padova diretto da Carlo Foà (1880-1971). Nel 1924 seguì, come aiuto, Foà a Milano, pubblicando diversi studi di neurofisiologia che gli fruttarono una borsa di studio della Rockefeller Foundation e, come Rockefeller Traveling Yellow, trascorse un anno nel laboratorio di Fisiologia di dell'Università di Cambridge. Nel 1926 partecipò agli esperimenti del premio Nobel Edgar Douglas Adrian sull'oscillografo a raggi catodici e lavorò con un altro premio Nobel, Ernest Henry Starling, dal quale imparò a mettere in opera il preparato cuore-polmoni per lo studio di emodinamica negli animali da esperimento. 
Nel 1927 ritornò a Padova. Libero docente di fisiologia, ottenne poi anche le cattedre universitarie in patologia medica e in clinica medica. Come Direttore Sanitario nel nosocomio patavino, creò i nuovi reparti di radiologia e di urologia, e, agli inizi degli anni cinquanta, di neurochirurgia. Nel 1945, con Concetto Marchesi, Manara Valgimigli e altri democratici padovani si attivò per combattere il fascismo.

## Attività politica
Nel 1967 venne eletto Senatore della Repubblica per il Partito Liberale Italiano nella quarta Legislatura e cercò di contrastare il progetto di riforma sanitaria proposto da Luigi Mariotti creando alleanze trasversali.

## Opere
- Enoch Peserico, Gaetano Salvagnini (1886-1946), Il tempo di coagulazione dei siero di sangue nelle ipertermie sperimentali (Die Gerinnungszeit des Serums bei künstlicher Erwärmung) Ardi. Scienze Med., 1922
- Carlo Foà, Enoch Peserico, Le vie del riflesso neurogalvanico. Ricerche — Venezia, Ferrari, 1923
- Enoch Peserico, Meccanismo umorale e meccanismo nervoso della secrezione pancreatica Typ. Seminario., 1923
- Enoch Peserico, Azione degli ormoni Bull'accrescimento delle colture dei tessuti. G. Biol. e Med., II, 30-32; décembre 1924
- Enoch Peserico, L'azione dell'insulina sul ricambio respiratorio del cuore isolato di mammifero. — Boll, della Soc. di Biol. 1925
- Enoch Peserico, II Glicogene muscolare del cane diabetico nel riposo e nel lavoro. [Muscle glycogen of the diabetic dog in rest and at work.] Hull. Soc. Biol. Sperim. 1(4): 404-405. 1926
- Enoch Peserico, The Circulation upon the heart Physiological Laboratory, Cambridge 1928
- Cesare Frugoni, Enoch Peserico Rhumatisme et tuberculose. « Acta rheumatologica », 4, 9-14, 1932
- Cesare Frugoni, Enoch Peserico Peserico - Reumatismo e tubercolosi. « Minerva Medica », 1933
- Enoch Peserico, Ricerche sull'onda T dell'elettrocardiogramma. Annuario Università di Padova 1933